# سویی فنگ-سوآن
سویی فنگ-سوآن (Tsui Fang-hsuan؛ متولد ۸ مارس ۱۹۸۴) یک تکواندوکار تایوانی است. وی در مسابقات قهرمانی تکواندو جهان ۲۰۰۷ در دسته سنگین‌وزن مدال برنز را از آن خود کرد. وی در مسابقات تکواندوی قهرمانی آسیا ۲۰۰۴ برنده مدال نقره و در مسابقات قهرمانی آسیا در سال ۲۰۰۶ صاحب مدال برنز شد.